# Leo Borg
Leo Borg (IPA: [ˈbɔrj]; Stoccolma, 15 maggio 2003) è un tennista svedese, figlio del celebre tennista Björn Borg.

## Carriera

### Juniores
Figlio del tennista Björn Borg e di Patricia Östfeldt, a marzo 2021 nell'ITF Junior Circuit ha sconfitto il numero 1 del mondo juniores Bruno Kuzuhara nella finale di Porto Alegre in Brasile.
Si è inoltre qualificato e ha giocato nei Grandi Slam juniores 2021, compreso Wimbledon. È stato numero 12 del mondo under-18.

### Professionisti
Ha ricevuto una serie di wildcard in eventi ATP Challenger Tour e gareggia regolarmente nell'ITF World Tennis Tour.
Debuttante nel 2021 a Stoccolma grazie a una wildcard, ha ivi perso al primo turno contro Tommy Paul.
L'11 settembre 2022 ha raggiunto la sua prima finale professionistica nel circuito ITF al Cairo, in Egitto. Nell'ottobre del 2022 riceve una wildcard per lo Stockholm Open 2022 dove ritrova e perde nuovamente al primo turno con Tommy Paul. La settimana seguente prende parte ad un torneo ITF da $15.000 a Sharm el-Sheikh, dove si aggiudica il primo titolo in carriera, come testa di serie numero uno..
Entrato a maggio 2023 nei Top 500 del ranking ATP, è salito a settembre fino alla posizione 334, a tale data la sua classifica migliore.
Nello stesso mese ha rappresentato la squadra nazionale svedese in Coppa Davis.

## Curiosità
- Ha interpretato il padre adolescente Björn Borg nel film Borg McEnroe rispondendo ad un annuncio su Facebook nel quale non era specificato che il film era incentrato sul genitore.[3]

## Statistiche
Aggiornate al 31 ottobre 2022.

### Tornei minori

#### Singolare

##### Vittorie (1)
| Nr. | Data            | Torneo                               | Superficie | Avversari in finale | Punteggio     |
| 1.  | 30 ottobre 2022 | M15 Sharm El Sheikh, Sharm el-Sheikh | Cemento    | Bor Artnak          | 3-6, 7-5, 6-4 |

##### Sconfitte in finale (1)
| Nr. | Data              | Torneo           | Superficie  | Avversari in finale | Punteggio |
| 1.  | 11 settembre 2022 | M25 Cairo, Cairo | Terra rossa | Leonardo Aboian     | 3-6, 4-6  |

## Filmografia

### Cinema
- Borg McEnroe, regia di Janus Metz (2017)

### Televisione
- Wallander - serie TV, episodio 1x01 (2005)